# Copilul galaxiei
„Copilul galaxiei” (titlu original: „Galaxy's Child”) este al 16-lea episod din al patrulea sezon al serialului TV american științifico-fantastic Star Trek: Generația următoare și al 90-lea episod în total. A avut premiera la 11 martie 1991.
Episodul a fost regizat de Winrich Kolbe după un scenariu de Maurice Hurley după o poveste de Thomas Kartozian. Invitat special este Susan Gibney în rolul dr-ului Leah Brahms. 

## Prezentare
Nava Enterprise omoară fără intenție o creatură spațială, iar echipajul face eforturi pentru a-i salva puiul nenăscut. Între timp, Geordi o cunoaște personal pe inginera de care se îndrăgostise și, spre marea lui surpriză, descoperă că aceasta nu seamănă deloc cu femeia pe care o întâlnise pe holopunte. 

## Actori ocazionali
- Susan Gibney - Leah Brahms
- Lanei Chapman - Sariel Rager
- Jana Marie Hupp - Pavlik
- Whoopi Goldberg - Guinan